# Thomas Gaskell Tutin
Se procura a cidade de Tutin, na Sérvia, veja Tutin (Sérvia).
Thomas Gaskell Tutin (Kew, 21 de abril de 1908 — Londres, 7 de outubro de 1987), mais conhecido por Tom Tutin, foi um botânico, paleontólogo e sistemata britânico que se distinguiu como um dos principais autores da Flora Europaea e da obra Flora of the British Isles.

## Honras
Em 1977, recebeu a Medalha Linneana em reconhecimento pela sua obra em taxonomia vegetal e em 1979, o título de "doctor honoris causa" pelo Trinity College de Dublin.

### Eponímia
- (Asteraceae) Atractylis tutinii Franco[2]

- (Lamiaceae) Mentha × tutinii P.Silva[3]